# 奧爾西婭 (密蘇里州)
奧爾西婭（英語：Althea）是位於美國密蘇里州歐扎克縣的鬼鎮。

## 歷史
奧爾西婭的郵局於1921年設立，其後於1926年停運。

## 地理
奧爾西婭所處的海拔為高於海平面190米（即623英呎），而該地所採用的時區為UTC-6，即北美中部時區（CST）。同時該地設有夏令時間，為UTC-6調快一小時，即UTC-5（CDT）。